# Брундібар

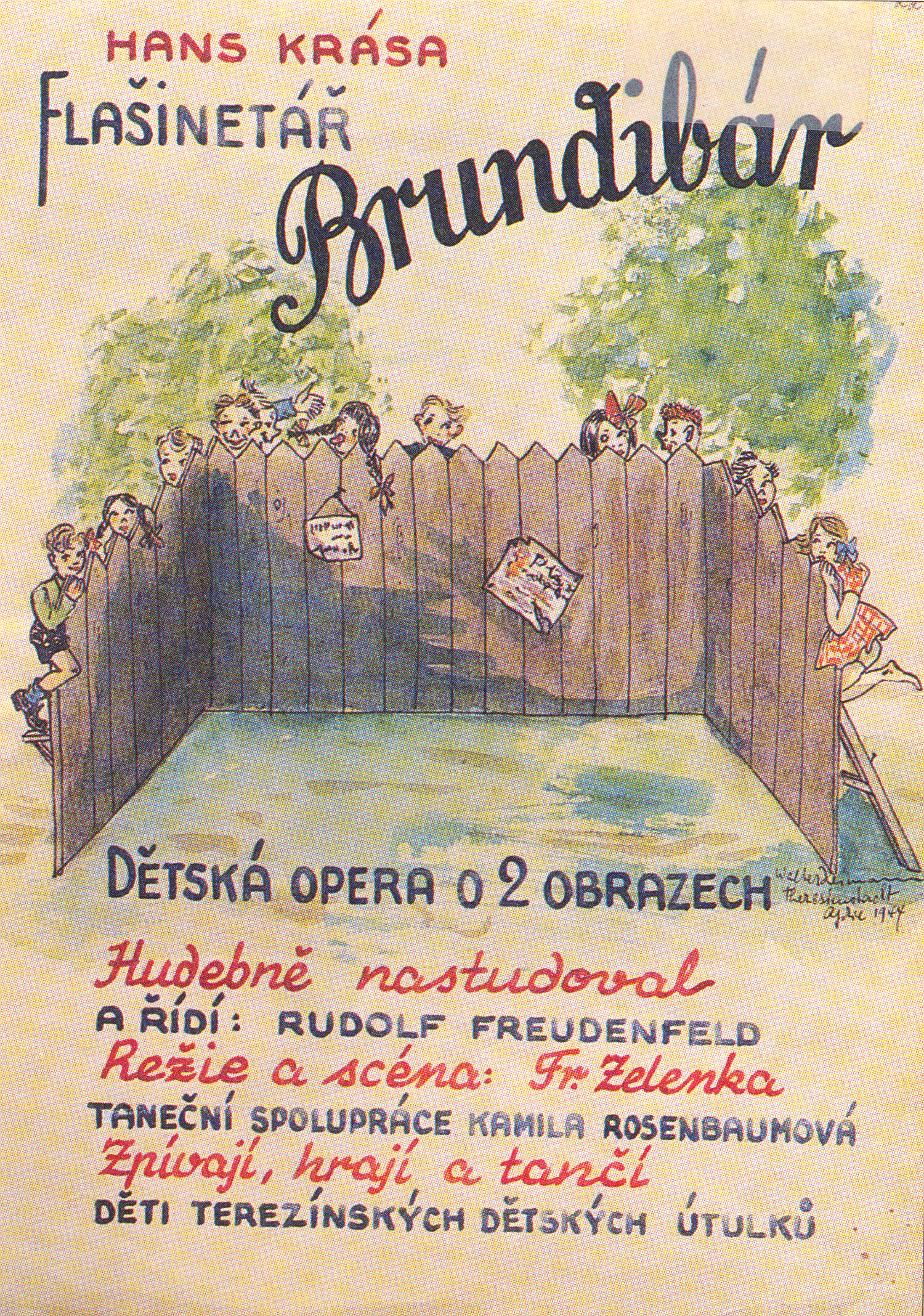
Афіша вистави «Брундібар», Терезієнштадт, 1944 р.

«Брундібар» (чеськ. Brundibár) — це дитяча опера єврейського чеського композитора Ганса Краса з лібрето Адольфа Гоффмайстера, найбільш відома завдяки виступам дітей концентраційного табору Терезієнштадт (Терезин) в окупованій Чехословаччині. Назва походить від чеської розмовної мови для джмеля.

## Історія
Ганс Краса та Адольф Гоффмайстер написали оперу в 1938 році для державного конкурсу, але конкурс був згодом скасований через політичні події. Репетиції почалися у 1941 році в єврейському притулку в Празі, який служив тимчасовим навчальним закладом для дітей, розлучених з батьками в результаті війни. Взимку 1942 року опера вперше була показана в дитячому будинку: до цього часу композитор Краса і сценограф Франтішек Зеленка вже були перевезені до Терезієнштадта. До липня 1943 року майже всі діти з початкового хору і співробітники притулку були перевезені до Терезієнштадта. Тільки лібретист Гоффмайстер зміг вчасно покинути Прагу.
Возз'єднавшись з акторським складом у Терезієнштадті, Краса відновив повну партитуру опери з пам'яті і частково з гри на фортепіано, яка залишилася в його руках, адаптувавши її під музичні інструменти, наявні в таборі: флейта, кларнет, гітара, акордеон, фортепіано, ударні, чотири скрипки, віолончель і контрабас. Набір був знову розроблений Франтішеком Зеленкою, колишнім режисером Чеського національного театру: кілька картин були намальовані для фону, на передньому плані був паркан з малюнками кота, собаки і горобця, а також отвори для вставки голів співаків замість голів тварин. 23 вересня 1943 року відбулася прем'єра опери «Брундібар» в Терезієнштадті. Виступ було організовано Зеленкою і поставлено хореографом Каміллою Розенбаум, і було показано ще 55 разів наступного року.
Спеціальна постановка опери «Брундібар» була організована в 1944 році для представників Червоного Хреста, які приїхали, щоб перевірити умови життя у таборі. На той час Червоний Хрест не знав, що багато чого з того, що вони бачили під час свого візиту, було шоу, і одна з причин, з якої табір Терезієнштадт здавався зручним, полягала в тому, що багато жителів були депортовані до Освенціма, щоб не створювалося враження скупченості.
Пізніше того ж року твір «Брундібар» було знято для нацистського пропагандистського фільму «Theresienstadt: ein Dokumentarfilm aus dem jüdischen Siedlungsgebiet» («Терезієнштадт: документальний фільм з єврейського поселення»). Всі учасники вистави в Терезієнштадті були загнані в скотовози і відправлені до Освенціму, як тільки зйомки були закінчені. Більшість з них були затравлені газом відразу по прибутті, включаючи дітей, композитора Красу, режисера Курта Геррона і музикантів.
Кадри з фільму «Брундібар» включені до документального фільму «Голоси дітей» режисера Зузани Джастман, яка вижила в Терезіні й співала в хорі. Фільм був удостоєний премії «Еммі». Ела Вайсбергер, яка зіграла роль кота, з'являється у фільмі. Кадри знову з'являються у документальному фільмі 2009 року режисера Хіларі Хельштейн «Як видно крізь ці очі». Там Вайсбергер описує оперу в деяких деталях, відзначаючи, що єдиний раз, коли дітям дозволили прибрати свої жовті зірки, був під час виступу.

### «Розпусна» культура
Через антисемітизм кінця 1930-х років євреям було заборонено відвідувати якісь концерти чи вистави; їм навіть не дозволили мати музичний програвач. Дивно думати, що євреї можуть прагнути брати участь у будь-якій постановці вистави або в будь-якому виді мистецтва. Значно менше вони могли б створювати своє власне мистецтво, яке було описано як розбещене та аморальне. Вони могли брати участь тільки в тих виступах і проєктах, які просувалися нацистами, які зазвичай використовувалися для дій проти євреїв. Німецькі солдати використовували це мистецтво як ще один спосіб придушення і тортур, але воно також дало можливість євреям продовжити своє життя, служачи нацистам. Євреї також робили своє мистецтво непомітно, але в Терезієнстаді це було простіше.
Його рекламували як «рай для євреїв» або розкішний курорт, подарунок від фюрера. Після того, як їм вдалося виступити з своїми інструментами в таборі, вони почали влаштовувати секретні виступи серед ув'язнених до 1942 року.

## Сюжетна лінія
Сюжет опери поєднує елементи казки, як наприклад, «Гензель і Гретель» та «Бременські музиканти». Анинка [англійською Аннет] і Пепічек (Маленький Джо) — сестра і брат без батька. Їх мати хвора, і лікар каже їм, що їй потрібно молоко, щоб одужати. Але у них немає грошей. Вони вирішили співати на ринку, щоб зібрати необхідні гроші. Але злобний подрібнювач органів Брундібар (Іван Фішер сказав: «Всі знали, що він уособлював Гітлера») проганяє їх. Однак за допомогою безстрашного горобця, захопленого кота, мудрої собаки та дітей міста вони можуть прогнати Брундібара і заспівати на ринковій площі.

## Символізм
Опера символізує тріумф безпомічних і потребуючих дітей над тиранічною шарманщицею, але не має явних посилань на умови, за яких вона була написана і виконана. Однак деякі фрази були для аудиторії явно антинацистськими. Хоча Гоффмайстер написав лібрето до вторгнення Гітлера, принаймні один рядок була змінений поетом Емілем Саудеком в Терезіні, щоб підкреслити антинацистське послання. На той час як оригінал говорив: «Той, хто так сильно любить свою матір, батька і свою батьківщину, є нашим другом, і він може грати з нами». Версія Саудека: «Хто любить справедливість і буде її дотримуватися, це наш друг і може грати з нами». (Карас, стор 103).

## Мекленбург Опера Продакшн Велика Британія, 1992
Мекленбурзька опера Виробництво: Велика Британія 1992. Опера Мекленбург принесла опері «Брундібар» до Великої Британії в 1992 році. Художній керівник компанії Джон Абулафія створив англійську виконавську версію, яка була поставлена у Королеви Єлизавети Холі Лондона разом з іншою оперою Teresina, Імператор Атлантиди Віктором Уллманом. Режисер Джон Абулафія, диригент Енн Менсон, акторський склад був узятий з Дитячого хору в Нью-Лондоні. Ця постановка була знята на BBC, режисером Саймоном Бротоном. Вона була показана в День Перемоги 1995 року.
Потім Мекленбурзька опера відродила виставу в Центрі мистецтв Стерлінга в 1995 році, під час фестивалю Яначека в Гуквальді в 1996 році. Джон Абулафія відновив постановку в 2002 році з оркестром Галле. Акторський склад був узятий зі шкіл в Солфорді і Галле під керівництвом Едварда Гарднера. Вона була поставлена в рамках урочистого відкриття Імперського військового музею Півночі.
Опера «Брундібар» була відроджена в перекладі Джона Абулафіа, створеного багатоплатформеною виробничою компанією After Eden.

## Кушнерская версія
У 2003 році опера була перетворена на книжку з картинками Тоні Кушнера з ілюстраціями Моріса Сендака. Сендак підкреслив символіку опери, намалювавши персонажа Брундібара з вусами Гітлера. Книга була названа однією з 10 кращих ілюстрованих книг 2003 року за версією The New York Times.
Опера була виконана в 2003 році в Чиказькому оперному театрі (режисер і дизайнер Сендак з лібрето Тоні Кушнера).
У 2005 році книга була перетворена на повну постановку опери з лібрето Тоні Кушнера, адаптованого з твору Гоффмайстера. Сендак і Кріс Стоун розробили декорації, а Робін І. Шейн — костюми для нового виробництва. Прем'єра опери відбулася у репертуарному театрі Берклі, де вона була виконана разом з іншою короткою чеською оперою «Комедія на мосту» з музикою Богуслава Мартіну і лібрето Тоні Кушнера, адаптованого з твору Вацлава Климента Кліцпера. Потім опера перемістилася до театру «Нова Перемога», де відбулася прем'єра в Нью-Йорку за межами Бродвею, і «Комедія на містку» була замінена новою п'єсою Кушнера «Але Жираф». Але, Жираф був про молоду дівчину, яка зіткнулася з важким рішенням взяти її улюблене опудало жирафа або рахунок її дядька Брундібара. У 2005 та 2011 роках дитяча опера була показана в Театрі Перемоги в Евансвілі, штат Індіана.
У 2006 році Brundibár і Comedy on the Bridge були поставлені Єльським репертуарним театром в Нью-Хейвені, штат Коннектикут.